# Tauberbischofsheim
Tauberbischofsheim (anciennement francisé en Bischofsheim-sur-le-Tauber) est le chef-lieu de l'arrondissement de Main-Tauber au nord-est du land de Bade-Wurtemberg, sur la Tauber et la Route Romantique.

## Histoire
La ville est mentionnée pour la première fois en 836 dans la Vie de sainte Lioba, qui était abbesse d'une abbaye bénédictine féminine avec sainte Thècle.
L'attribution des droits urbains à Tauberbischofsheim date d'environ 1240.
En 1866, le royaume de Prusse vainquit les troupes du Wurtemberg, qui combattaient avec les Autrichiens dans la bataille de Tauberbischofsheim. Un monument dans la Albert-Schweitzer-Strasse rappelle cet événement.

## Quartiers
Tauberbischofsheim est composé de sept quartiers: Dienstadt, Distelhausen, Dittigheim, Dittwar, Hochhausen, Impfingen et Tauberbischofsheim-ville.

## Curiosités

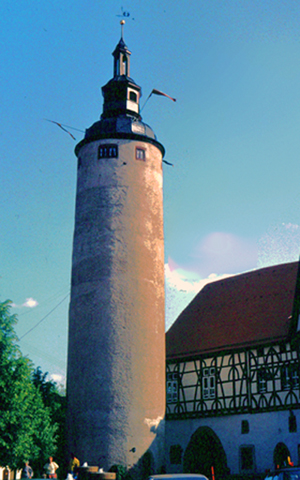
La Türmersturm

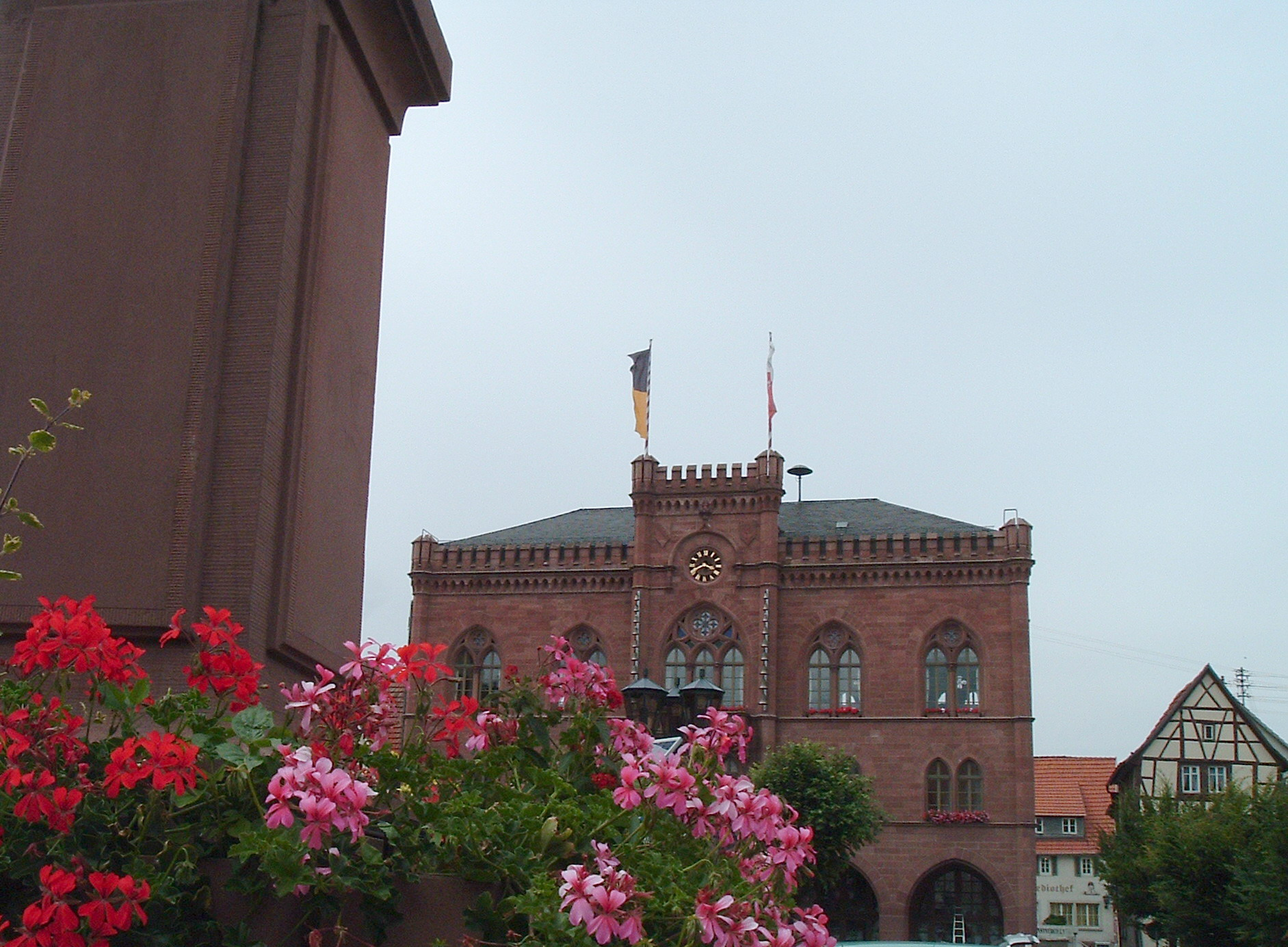
Hôtel de ville

Le château de l'électorat de Mayence est situé autour de la tour de Türmersturm, caractéristique de la ville construite  principalement en maisons à colombage.
L'hôtel de ville néo-Gothique avec son carillon est le bâtiment le plus remarquable de la Marktplatz.

## Sport
Tauberbischofsheim est le siège d'un club d'escrime de réputation mondiale (Fecht-Club). Il a récolté à ce jour 40 médailles aux jeux olympiques et 340 médailles aux championnats européens et mondiaux. Citons, entre autres, Thomas Bach, Anja Fichtel, Matthias Behr et Zita Funkenhauser.
Un tournoi comptant pour la coupe du monde s'y déroule chaque année.

## Jumelage
- Vitry-le-François (France)

## Personnalités
- Matthias Behr (1955-), fleurettiste, champion olympique et du monde par équipe, né à Tauberbischofsheim.
- Alexander Pusch (1955-), épéiste, quatre fois médaillé aux Jeux olympiques dont deux fois en or, quadruple champion du monde, né à Tauberbischofsheim.
- Gerhard Heer (1955-), épéiste, champion olympique par équipe en 1984, né à Tauberbischofsheim.
- Ulrich Schreck (1962-), fleurettiste, champion olympique par équipe.
- Anja Fichtel (1968-), fleurettiste, double championne olympique.